# Les Enfants du silence
 (février 2019).
Si vous disposez d'ouvrages ou d'articles de référence ou si vous connaissez des sites web de qualité traitant du thème abordé ici, merci de compléter l'article en donnant les références utiles à sa vérifiabilité et en les liant à la section « Notes et références ».
Pour l’article homonyme, voir Les Enfants du silence (théâtre).
Pour le livre d'une aide médico-psychologique, voir Maltraitance des personnes handicapées#Affaire Céline Boussié.
Pour plus de détails, voir Fiche technique et Distribution.
Les Enfants du silence (Children of a Lesser God) est un film dramatique américain réalisé par Randa Haines, sorti en 1986. Il s’agit de l’adaptation de la pièce de théâtre du même nom d'après l'œuvre de Mark Medoff,,.

## Synopsis
Alors qu'il arrive à l'école Governor Kittridge en Nouvelle-Angleterre, le jeune professeur James Leeds, spécialiste pour sourds et malentendants, obtient vite des résultats qui surprennent tout le monde, professeurs et élèves, qui l'estiment et l'admirent. Un jour, il entre au réfectoire et y remarque une jeune femme de ménage au caractère autoritaire. Très intéressé par cette dernière, il apprend des choses sur elle : Sarah Norman, sourde de naissance, a été considérée comme attardée mentale jusqu'à l'âge de 7 ans et refuse la communication orale.
James Leeds tombe amoureux d'elle et, tout en communiquant avec elle en langue des signes, tente de découvrir le fameux mal dans son adolescence… tout en essayant de la faire parler, ce qu'elle refuse catégoriquement.

## Commentaire
La réalisatrice, Randa Haines, signe ici son premier long métrage, librement adapté de la pièce de Mark Medoff jouée au Longacre Theatre à New York avec Phyllis Frelich dans le rôle de Sarah Norman et John Rubinstein dans le rôle de James Leeds, après un énorme succès dans le Mark Taper Forum — un centre de stage — à Los Angeles.
La pièce a été en particulier écrite pour l'actrice sourde Phyllis Frelich, inspirée par son rapport avec son mari Robert Steinberg et présentée à l'université du Mexique par eux-mêmes dans leur propre rôle. Un jour, Gordon Davidson, directeur du Mark Taper Forum les a vus jouer et a insisté sur le fait que le rôle masculin devait être joué par un acteur professionnel plus expérimenté.
Sous la direction de Gordon Davidson, la pièce a été créée au Longacre Theatre le 30 mars 1980, où elle a été interprétée 887 fois. Phyllis Frelich interprétait Sarah Norman et John Rubinstein, James Leeds. Il a par la suite été remplacé par David Ackroyd. Elizabeth Quinn et Linda Bove, deux actrices sourdes, succéderont à Phyllis Frelich dans le rôle de Sarah Norman .
Pour le rôle de Sarah dans le film, Marlee Matlin, sourde comme son personnage, obtient l'Oscar de la meilleure actrice (et devient, à 21 ans, la plus jeune comédienne à remporter ce prix) ainsi que le Golden Globe de la meilleure actrice dans un rôle dramatique. 
Cette pièce a également été adaptée en 1993 en France sous le même titre, avec Emmanuelle Laborit et Jean Dalric, et elle a aussi connu un vif succès. Emmanuelle Laborit, actrice sourde comme le personnage de Sarah Norman, a été applaudie lors de la septième Nuit des Molières en 1993 durant laquelle elle a reçu le prix de la révélation théâtrale.

## Fiche technique
- Titre original : Children of a lesser God
- Titre français : Les Enfants du silence
- Réalisation : Randa Haines
- Scénario : Mark Medoff et Hesper Anderson, d'après leur pièce de théâtre Les Enfants du silence
- Décors : Gene Callahan et Rose Marie McSherry
- Costumes : Renée April
- Photographie : John Seale
- Montage : Lisa Fruchtman
- Musique : Michael Convertino (compositeur de Godfather Mazurkaf : Carmine Coppola)
- Production : Candace Koethe, Patrick J. Palmer et Burt Sugarman
- Société de distribution : United International Pictures
- Pays d'origine :  États-Unis
- Langue originale : anglais
- Format : Couleurs - Mono - 1.85 : 1
- Genre : drame
- Durée : 119 minutes
- Dates de sortie :
  - États-Unis : 31 octobre 1986
  - France : 18 mars 1987

## Distribution
- William Hurt (VF : Edgar Givry) : James Leeds
- Marlee Matlin (VF : Sophie Baranes) : Sarah Norman
- Piper Laurie (VF : Francette Vernillat) : Madame Norman
- Philip Bosco (VF : Jacques Deschamps) : Docteur Curtis Franklin
- E. Katherine Kerr (VF : Anne Rochant) : Mary Lee Ochs
- Allison Gompf : Lydia
- John F. Cleary : Johnny
- Philip Holmes : Glen
- Georgia Ann Cline : Cheryl
- William D. Byrd : Danny
- Frank Carter Jr. : Tony
- John Limnidis : William
- Bob Hiltermann : Orin

## Anecdote
- Marlee Matlin est réellement sourde dans la vie et a connu une brève aventure avec William Hurt.

## Récompenses
- Oscars 1987 : Meilleure actrice pour Marlee Matlin
- Golden Globes 1987 : Meilleure actrice dans un film dramatique pour Marlee Matlin

## Box Office
- En France : 2 422 536 entrées.

## Bande originale du film
1. Jump (For My Love) (The Pointer Sisters)
2. I'll Take You There (The Staple Singers)
3. I've Been Loving You Too Long (Otis Redding)
4. Boomerang (Michael Convertino)
5. Godfather Mazurka (Carmine Coppola)
6. Isn't It Romantic (Lorenz Hart et Richard Rodgers)
7. La Cumparsita (Matos Rodriguez)
8. You Brought a New Kind of Love to Me
9. I've Found Him
10. Bach's double Concerto D Minor for Violins (Second movement - Largo Ma Non Tanto)

### Documentation
- (en) Le script du film Les Enfants du silence